# North American XF-108 Rapier
North American XF-108 Rapier là một thiết kế máy bay tiêm kích đánh chặn tốc cao, tầm xa đề xuất của hãng North American Aviation. Nhiệm vụ của loại máy bay này là đánh chặn các máy bay ném bom siêu thanh của Liên Xô. Đề án này có tên ban đầu là NA-257, đã bị hủy bỏ năm 1959 do thiếu ngân sách và do Liên Xô đưa vào sử dụng các tên lửa đường đạn có thể mang đầu đạn hạt nhân. Chỉ có một mô hình XF-108 được chế tạo. Nếu có thể bay được, nó sẽ trở thành máy bay tiêm kích nặng nhất vào thời kì đó, vượt qua cả loại tiêm kích Tupolev Tu-128 của Liên Xô.
Vào đầu thập niên 1950, Không quân Hoa Kỳ (USAF) bắt đầu xây dựng các chỉ tiêu kỹ thuật về một loại máy bay thay thế cho F-102/F-106. Các yêu cầu ban đầu đưa ra là máy bay có vận tốc cực đại đạt Mach 1,7. Một số công ty đã đệ trình các thiết kế của mình, và người thắng cuộc là mẫu thiết kế XF-108 của North American. Sau đó yêu cầu thay đổi đòi hỏi máy bay phải đạt vận tốc Mach 3, trang bị động cơ tuabin GE J93. Sau khi đề án kết thúc, hệ thống điều khiển hỏa lực cùng với tên lửa Hughes GAR-9 đã được áp dụng cho Lockheed A-12.

## Tính năng kỹ chiến thuật (XF-108)
Dữ liệu lấy từ National Museum of the United States Air Force

### Đặc điểm riêng
- Tổ lái: 2
- Chiều dài: 89,2 ft (27,2 m)
- Sải cánh: 57,4 ft (17,5 m)
- Chiều cao: 22,1 ft (6,7 m)
- Diện tích cánh: 1.865 ft² (173,4 m²)
- Trọng lượng rỗng: 50.907 lb (23.098 kg)
- Trọng lượng cất cánh tối đa: 102.000 lb (46.508 kg)
- Động cơ: 2 động cơ tuanbin đốt tăng lực General Electric YJ93-GE-3AR
  - Lực đẩy thường: 20.900 lbf (93,0 kN) mỗi chiếc
  - Lực đẩy ở chế độ đốt tăng lực: 29.300 lbf (130,3 kN) mỗi chiếc

### Hiệu suất bay
- Vận tốc cực đại: Mach 2,6, 1.980 mph (1.720 kn, 3.190 km/h)
- Tầm bay chuyển sân: 2.488 mi (2.162 nmi, 4.004 km)
- Tầm bay: 1.271 mi (1.104 nmi, 2.033 km)
- Trần bay: 80.100 ft (24.400 m)
- Lực nâng của cánh: 55,9 lb/ft² (183,4 kg/m²)
- Lực đẩy/trọng lượng: 0,56

### Vũ khí
- 4 pháo 20 mm
- 3 tên lửa không đối không Hughes GAR-9A gắn trong khoang quân giới
- Bom 4.000 lbs

### Máy bay có cùng sự phát triển
- North American A-5 Vigilante

### Máy bay có tính năng tương đương
- Avro Canada CF-105 Arrow
- Mikoyan-Gurevich MiG-25
- Đề án F.155 (UK)
- Republic XF-103
- Tupolev Tu-28